# Макаров, Сергей Афанасьевич
Серге́й Афана́сьевич Мака́ров (род. 19 сентября 1952 года, пос. Николаевка Смидовичского района Еврейской автономной области) — российский военачальник, генерал-полковник (8.05.2003).

## Биография
В 1974 году окончил Благовещенское высшее танковое командное училище имени Маршала Советского Союза К. А. Мерецкова.
С 1974 года — командир танкового взвода, роты в Дальневосточном военном округе, командир роты, начальник штаба и командир танкового батальона в Группе советских войск в Германии.
В 1987 году окончил Военную академию бронетанковых войск имени Маршала Советского Союза Р. Я. Малиновского.
С 1987 года служил в Северо-Кавказском военном округе начальником штаба — заместителем командира танкового полка, командиром учебного танкового полка, командиром 135-й отдельной мотострелковой бригады, заместителем командующего 58-й армией по боевой подготовке.
С 1991 по 1992 года, в период вооружённого переворота и самопровозглашении ЧРИ, подполковник С. А. Макаров командовал танковым полком, дислоцировавшимся около Шали. К лету 1992 года почти вся техника, боеприпасы и имущество полка были вывезены за пределы ЧРИ. Вывод оставшегося личного состава был запланирован на 6 июня, для чего в полку было оставлено несколько автомобилей и около 30 танков. Но офицеры 70-го мотострелкового полка и управления дивизии, находившиеся в Грозном, были под угрозой расправы, если бандформирования не получат технику. Поэтому генерал Соколов Петр Алексеевич отдал приказ С. А. Макарову оставить танки. Личный состав на машинах был вывезен в Беслан, и далее в Ростов-на-Дону.
В 1998 году окончил Военную академию Генерального штаба Вооружённых Сил Российской Федерации.
В 1998—2000 годах начальник штаба — 1-й заместитель командующего 58-й армией Северо-Кавказского военного округа, начальник управления — заместитель начальника оперативного штаба при Главном управлении МВД России по Северному Кавказу от Министерства обороны РФ. Генерал-майор (1998), генерал-лейтенант (2000).
В 2000—2002 годах — командующий 20-й гвардейской армией Московского военного округа.
В 2002—2005 годах заместитель командующего войсками Северо-Кавказского военного округа — командующий объединенной группировкой войск (сил) по проведению контртеррористических операций на территории Северо-Кавказского региона. В 2003 году присвоено воинское звание генерал-полковник.
В 2005—2008 годах начальник штаба — 1-й заместитель командующего войсками Приволжско-Уральского военного округа.
С 1 марта по 26 мая 2008 года начальник штаба — 1-й заместитель командующего войсками Северо-Кавказского военного округа.
С 26 мая 2008 года по 11 января 2010 года — командующий войсками Северо-Кавказского военного округа.
За руководство боевыми действиями российских войск в Южной Осетии в ходе российско-грузинской войны в августе 2008 года был 18 августа 2008 года первым в истории современной России награждён орденом Святого Георгия IV степени.
13 января 2010 года уволен в запас.

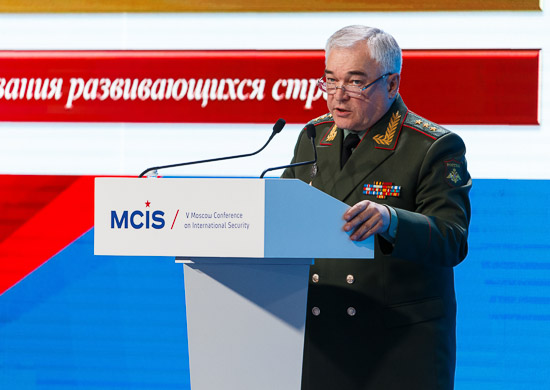
Выступление на V Московской конференции
по международной безопасности, 2016 год

С 4 февраля 2013 года по сентябрь 2016 года — начальник Военной академии Генерального штаба Вооружённых Сил Российской Федерации.
Сопредседатель Центрального штаба Общероссийского общественного гражданско-патриотического движения «Бессмертный полк России».
В 2024 году был доверенным лицом кандидата в президенты России Владимира Путина.

## Награды
- Орден Святого Георгия IV степени № 002[8] (18 августа 2008 года) — за мужество, отвагу и самоотверженность, проявленные при исполнении воинского долга в Северо-Кавказском регионе[9][10]
- Орден «За заслуги перед Отечеством» IV степени с изображением мечей
- Орден «За военные заслуги»
- Орден «За службу Родине в Вооружённых Силах СССР» III степени
- Медали СССР
- Медали РФ
- Орден «Уацамонга» (2010, Южная Осетия)[11]
- Медаль «За проявленное мужество» (12 сентября 2024, Дагестан) — за содействие в укреплении государственной безопасности, мужество, отвагу и самоотверженность, проявленные при защите территории Республики Дагестан от международных бандформирований в 1999 году[12]